# Secrets of Nature
«Secrets of Nature» — восьмий студійний альбом німецького симфонічного фольк-метал-гурту Coronatus. Реліз відбувся 8 грудня 2017 через лейбл Massacre Records.

## Список композицій
| #  | Назва                          | Тривалість |
| -- | ------------------------------ | ---------- |
| 1. | «Howling Wind»                 | 04:59      |
| 2. | «Mountain Sky»                 | 05:19      |
| 3. | «The Hunter»                   | 04:47      |
| 4. | «Sleigh Ride to Asgard»        | 04:33      |
| 5. | «Die See»                      | 06:38      |
| 6. | «The Little People of Iceland» | 04:01      |
| 7. | «Dance of the Satyr»           | 03:06      |
| 8. | «Tränen des Himmels»           | 04:39      |
| 9. | «Herr Mannelig»                | 05:24      |

## Учасники запису
- Кармен Р. Лорч — вокал
- Марейке Макош — вокал
- Габі Косс — вокал
- Мат Курт — барабани